# Anton Kutter
Anton Kutter (* 13. Juni 1903 in Biberach an der Riß; † 1. Februar 1985 ebenda) war ein deutscher Regisseur, bekannter Amateurastronom und Konstrukteur eines neuen Spiegelteleskops, des Kutter-Schiefspieglers.

## Leben

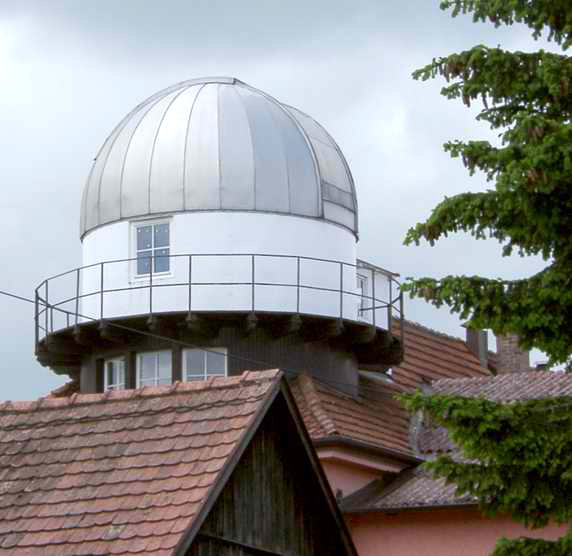
Anton Kutters Sternwarte in Biberach an der Riß

Anton Kutter kam im historischen „Haus zum Kleeblatt“ am Marktplatz von Biberach zur Welt. Er besuchte das Gymnasium in Ravensburg und studierte anschließend Maschinenbau an der Technischen Hochschule Stuttgart. Seit 1922 war er Mitglied der katholischen Studentenverbindung AV Alania Stuttgart.
Kutters große Leidenschaft war allerdings der Film. Nach Abschluss seines Studiums ging er 1926 nach Köln und arbeitete beim dortigen „Phototechnischen Labor“. Schon im selben Jahr drehte er erste eigene Filme, darunter ein Porträt seiner Heimatstadt Biberach. Von 1931 bis 1949 arbeitete er erfolgreich für die „Bavaria-Filmkunst“ in München und wurde auf der Biennale in Venedig mit zwei Goldmedaillen geehrt. 1936 drehte er  das Dokudrama „Ein Meer versinkt“ über eine fiktive Konferenz über das Pro und Contra des Atlantropa-Projekts. 1939 verwendete er Material der Filmprojekte Weltraumschiff 18 und Zwischenfall im Weltraum und schuf daraus den Science-Fiction-Film Weltraumschiff I startet über einen Flug zum Mond am 13. Juni 1963, seinem 60. Geburtstag. Insgesamt schuf Kutter über fünfzig Dokumentar- und Spielfilme.
Nach dem Zweiten Weltkrieg übernahm er von seinem Schwiegervater das Filmtheater von Biberach, das mit dem 1955 eröffneten zweiten Kino, dem „Urania-Theater“, noch bis 2007 von seinem Sohn Adrian Kutter betrieben wurde und heute als „Cineplex Biberach“ mit mittlerweile acht Kinosälen zu den modernsten Kinos (Kino 6 mit Laserprojektion und Dolby Atmos) der Region zählt.
Im Film- und Kinomuseum Baden-Württemberg im Biberacher Kinocenter „Cineplex Biberach“ werden sein Leben sowie Details zu seinen Filmen präsentiert.

## Astronomie
Außer am Film hatte Kutter großes Interesse an der Astronomie. Bereits im Alter von zwölf Jahren baute er ein erstes Fernrohr aus alten Brillengläsern und einer Spielzeuglinse. Während seiner Studienzeit arbeitete er als Assistent an der  Volkssternwarte Stuttgart und tauschte sich mit dem berühmten Mondforscher Philipp Fauth aus. Zeit seines Lebens war er auf der Suche nach dem optisch idealen Teleskop. Von Professor Anton Staus, dem Autor des Werkes „Fernrohrmontierungen und ihre Schutzbauten“, wurde er auf einen Teleskoptyp aufmerksam gemacht, den die Österreicher J. Forster und Karl Fritsch im Jahre 1877 als „Brachy-Teleskop“ (griech. kurz) zum Patent angemeldet hatten. Kutter griff das Prinzip auf und entwickelte es weiter, wobei er ab 1936 von den optisch-mechanischen Werken Georg Tremel in München unterstützt wurde. Nach vierjähriger intensiver Arbeit war die Entwicklung abgeschlossen. Während des Krieges verfasste er darüber eine Abhandlung, die 1953 unter dem Titel „Der Schiefspiegler, ein Spiegelteleskop für hohe Bilddefinition“ erschien und Anleitungen zum Selbstbau beinhaltete.  Kutters Anleitungen stießen auf großes Interesse. 1952 wurde sein Teleskop in den USA vorgestellt. Nach einem sehr positiven Bericht der Zeitschrift „Sky & Telescope“ im Dezember 1958 wurde Kutters Schiefspiegler international bekannt. Über den Kosmos-Verlag wurde von 1965 bis 1974 ein Bausatz für ein Teleskop mit 110 mm Öffnung angeboten, dessen Optik von Dieter Lichtenknecker stammte, die Mechanik stellte Manfred Wachter her. Auch heute noch existieren „Fangemeinden“, die Schiefspiegler wegen deren hervorragenden Abbildungsleistungen selber herstellen.
Kutter richtete nach dem Krieg in Biberach eine eigene Sternwarte ein, die mit einem Schiefspiegler, dessen Hauptspiegel 30 cm maß, ausgerüstet war. Kutter war ein hervorragender Redner, bei seinen Vorträgen konnte man die sprichwörtliche Nadel fallen hören. Seit den 1970er Jahren lebte er zurückgezogen im Kreis seiner Familie und starb 1985 nach längerer Krankheit.

## Benennungen nach Kutter
Der Asteroid (400308) 2007 TX184 wurde nach Anton Kutter benannt.

## Filmografie (als Regisseur)
- 1932: Die Herrgottsgrenadiere
- 1933: Die weiße Majestät
- 1934: Der Mond ist aufgegangen (MAB|Medienarchiv Bielefeld)
- 1936: Ein Meer versinkt
- 1937: Weltraumschiff I startet
- 1939: Germanen gegen Pharaonen
- 1948–1950: Zehn Bauern unter einem Hut[2]
- 1950 Unsere liebe Frau
- 1952: Wetterleuchten am Dachstein
- 1953: Geh mach Dein Fensterl auf
- 1954: Wenn ich einmal der Herrgott wär
- 1955: Das Lied von Kaprun

## Gedruckte Veröffentlichungen
- The Schiefspiegler (Oblique Telescope) (Memento vom 17. April 2013 im Internet Archive) Kutters Originalarbeit über die Schiefspiegler (englisch)